# کلویی کلی
کلوئی کلی (انگلیسی: Chloe Kelly؛ زادهٔ ۱۵ ژانویهٔ ۱۹۹۸) بازیکن فوتبال اهل بریتانیا است.
از باشگاه‌هایی که در آن بازی کرده‌است می‌توان به باشگاه فوتبال آرسنال و باشگاه فوتبال زنان اورتون اشاره کرد.
وی همچنین در تیم‌های ملی فوتبال England women's national under-15 football team, England women's national under-17 football team, England women's national under-19 football team, England women's national under-20 football team، و زنان انگلستان بازی کرده‌است.
او همچنین گل پیروزی بخش زنان انگلستان را در فینال یورو ۲۰۲۲ زنان به ثمر رساند.